# It's Never Been Like That
It's Never Been Like That —en español: Nunca ha sido así— es el tercer álbum de estudio de la banda francesa de indie pop Phoenix. Fue lanzado el 15 de mayo de 2006 en la Unión Europea.
El álbum fue precedido por el lanzamiento del sencillo "Long Distance Call" el 8 de mayo de 2006.
El álbum fue relanzado más tarde en México como una edición de gira con cuatro pistas extra grabadas en vivo en Oslo el 20 de abril de 2006.
It's Never Been Like That calificó como número 13 en los 50 mejores álbumes de Pitchfork de 2006 y 38 en los mejores álbumes de la década de 2000. A partir de 2013, las ventas en los Estados Unidos han superado las 92,000 copias, según Nielsen SoundScan.

## Lista de canciones
Todas las canciones escritas y compuestas por Phoenix. 
| N.º | Título                                   | Duración |  |
| 1.  | «Napoleon Says»                          | 3:13     |  |
| 2.  | «Consolation Prizes»                     | 3:16     |  |
| 3.  | «Rally»                                  | 3:17     |  |
| 4.  | «Long Distance Call»                     | 3:04     |  |
| 5.  | «One Time Too Many»                      | 3:40     |  |
| 6.  | «Lost and Found»                         | 2:56     |  |
| 7.  | «Courtesy Laughs»                        | 3:14     |  |
| 8.  | «North»                                  | 5:01     |  |
| 9.  | «Sometimes in the Fall»                  | 5:49     |  |
| 10. | «Second to None»                         | 3:25     |  |
| 11. | «Diet of the Heart» (iTunes bonus track) | 1:03     |  |

| Mexican tour edition / 2006 Virgin Music (France) edition bonus tracks |                                |          |  |
| N.º                                                                    | Título                         | Duración |  |
| 11.                                                                    | «Napoleon Says» (live)         | 3:23     |  |
| 12.                                                                    | «Rally» (live)                 | 3:18     |  |
| 13.                                                                    | «Sometimes in the Fall» (live) | 6:07     |  |
| 14.                                                                    | «Second to None» (live)        | 6:29     |  |

Notas
- Esta edición del álbum se conoce como la "Nueva Edición". Fue lanzado en Francia y en una gira en México en 2006, pero ahora se vende como un lanzamiento de 2009 en los Estados Unidos.
- Las pistas en vivo se grabaron en Oslo el 20 de abril de 2006.

## Posicionamiento
| Lista (2006)                                     | Posición más alta |
| ------------------------------------------------ | ----------------- |
| Australia (ARIA)                                 | 81                |
| Austria (Ö3 Austria)                             | 74                |
| Bélgica (Ultratop flamenca)                      | 86                |
| Bélgica (Ultratop 40)                            | 50                |
| Bélgica (Ultratop valona)                        | 89                |
| Francia (SNEP)                                   | 34                |
| Alemania (Offizielle Top 100)                    | 41                |
| Japón (Oricon)                                   | 118               |
| Noruega (VG-lista)                               | 14                |
| Suecia (Sverigetopplistan)                       | 18                |
| Suiza (Schweizer Hitparade)                      | 66                |
| Reino Unido (OCC)                                | 108               |
| Estados Unidos Top Heatseeker Albums (Billboard) | 23                |

## Historial de versiones
El álbum fue lanzado en varios países:
| País                        | Fecha               | Discográfica    | Formato | Catálogo                     |
| --------------------------- | ------------------- | --------------- | ------- | ---------------------------- |
| Japón                       | 10 de mayo de 2006  | EMI Music Japan | CD      | TOCP-66575                   |
| Reino Unido — Unión Europea | 15 de mayo de 2006  | Source          | LP      | SOURLP123 / 0946 3 55716 1 5 |
| Reino Unido — Unión Europea | 15 de mayo de 2006  | Source          | CD      | CDSOUR123 / 0946 3 60910 2 0 |
| Estados Unidos              | 23 de mayo de 2006  | Astralwerks     | LP      | ASW-55716 / 0946 3 55716 1 5 |
| Estados Unidos              | 23 de mayo de 2006  | Astralwerks     | CD      | ASW-60911 / 0946 3 60911 2 9 |
| Canadá                      | 13 de junio de 2006 | Arts & Crafts   | CD      | AC018                        |